# Volvo BM Valmet 05-serien
Volvo BM Valmet 05-serien (Volvo BM Valmet 505/605/705/805/905) var en serie traktormodeller tillverkade av Valmet mellan 1983 och 1990.

## Bakgrund
Volvos ville i slutet av 1970-talet göra sig av med sin traktor och trösktillverkningen, man ville inte i ett första skede avyttra sina skogsmaskiner. Den 1 oktober 1979 slöts ett slutgiltigt avtal med Valmet att avyttra tillverkningen som också inkluderade skogsmaskinerna. .
Volvo BM sålde sin traktortillverkning till Valmet men samtidigt skulle fabrikerna i Sverige leverera komponenter till de nya traktormodellerna. Volvo BM hade en ny fabrik i Hallsberg för tillverkning av hytter exempelvis som skulle leverera till Finland. Även transmission skulle Volvo BM leverera till Valmet i Finland. Scantrac bildades som ett gemensamt bolag för att arbeta med Volvo BMs existerande traktormarknader. 

## Traktorserien
Från början var ambitionen att ta fram en helt ny serie mellanklasstraktorer för den nordiska marknaden. Man hade höga krav på den nya modellserien. Bland annat var ambitionen att den skulle ha följande egenskaper:
- Rimligt anskaffningspris.
- Hög pålitlighet och servicevänlig.
- Bra arbetsmiljö.
- Hög frigångshöjd samt slät botten och chassiesidor.
- Låg egenvikt.
- Fyrhjulsdrift som standard.

Man var på det klara med att en mellanklasstraktor i effektområdet 65-100hk var det intressanta. Volvo BM T 650 samt T 700 började bli ålderstigna. Lika så Valmet 802, 803 samt 903. Man behövde också ersätta Volvo BM 2200 och 2250 som byggdes med Perkinsmotorer samt IH-transmission. Den nya traktorserien skulle vara klar redan mot slutet av 1982 och även om huvudansvaret låg hos Valmet i Finland så jobbade man med kollegorna i Sverige på Volvo BM. 
Konstruktionsmässigt satsade man på en lätt traktor. Det var i grunden en fyrhjulsdriven traktor där motorn placerades långt fram för att få vikt över framhjulen. 45% på framaxeln och 55% på bakaxeln. En gjuten mellanstomme utgjorde också en bränsletank. Hytten hade plant golv och var så stor att förarstolen kunde vändas 180 grader och gjorde traktorn lämplig för skogsbruk. Växellådan blev helt synkroniserad. En framaxel från Carraro valdes med en styrvinkel på 50 grader. Valmets nya 311/D/DS samt 411D/DS motorer kom att användas som planerat. Dessa var 3 respektive 4-cylindriga. Hydraulens lyftkraft var också hög, 4 ton vilket var marknadsledande på traktorer i den här effektklassen i början av 80-talet. 
Seriens yttre designades av Volvokoncernens formgivningscentrum i Göteborg. Den kantiga formen har den gemensamt med Volvos 700-serie. Traktorn var röd som ett arv efter Volvo BM men med ett modernare svart chassie samt motorhuven och fälgarna var vita. Serien kom att innehålla fyra grundmodeller:
- Volvo BM Valmet 505, 65hk samt Volvo BM Valmet 605, 72 hk. Båda med den trecylindriga Valmetmotorn 311 DS.
- Volvo BM Valmet 705, 83hk samt Volvo BM Valmet 805, 95 hk. Båda med den fyrcylindriga  Vametmotorn 411 DS.

Den sexcylindriga 905
Planen var hela tiden att tillverka en liten sexcylindrig modell som skulle toppa 05-serien effektmässigt då marknaden ansågs kräva en sådan modell. Tanken var att använda Volvos D60 motor medan Volvo BM skulle köpa fyrcylindriga Valmetmotorer till sina entreprenadmaskiner. Detta gjorde dock inte Volvo BM så det blev en sexcylindrig Valmetmotor, 611D. 905 var ett svar på konkurrenternas sexcylindriga traktorer i 100hk-klassen som Case IH 956 XL eller John Deere 3140. Volvo BM Valmet 905 blev endast fyrhjulsdriven. Hjulbasen förlängdes med 22 cm men vikten blev inte mycket högre. 905 kom ut på marknaden 1984 ett år efter de mindre modellerna i 05-serien. Samtidigt gjorde man vissa små förbättringar på de tidigare modellerna. 

## Lansering
De nya modellerna visades först i Sverige för allmänheten under Elmia-útställningen i Jönköping 1982 med för media lite tidigare i Eskilstuna. I Finland visades de nya modellerna i Helsingfors i januari 1983. 1983 började traktorerna levereras. 05-serien kom snabbt att bli populär i Sverige. Volvo BM hade inte förnyat sig i den här effektklassen på många år och det var mycket nytt som lockade. Fyrhjulsdrift och bränslesnålare motorer var ett stort steg framåt. God sikt, hängande pedaler och reglagen samlade till höger gav en bättre komfort.